# Fonologie
Fonologie (fonémika) či hláskosloví je lingvistická věda, která podobně jako fonetika zkoumá zvukovou stránku přirozeného jazyka. Na rozdíl od fonetiky ji však zajímají pouze zvukové rozdíly, které mají v daném jazyce nějakou funkci (schopnost rozlišovat význam). Fonologie je nauka o funkci hlásek, zatímco fonetika je nauka o tvorbě hlásek ve zvukovém ústrojí, jejich šíření a vnímání.

## Foném
Hlavním zájmem zkoumání ve fonologii je foném – nejmenší zvuková jednotka, která odlišuje slova mezi sebou. Výslovnostní varianty fonému jsou alofony:
V češtině se např. nerozlišují hlásky /n/ a /ŋ/ („n“ ve slově náš proti „n“ ve slově banka), protože rozdíl mezi nimi nemůže měnit význam. Vyslovované [n] a [ŋ] jsou proto považovány za alofony jediného fonému /n/. Naproti tomu v angličtině tento rozdíl hraje roli, viz např. thin [θɪn] (tenký) vs. thing [θɪŋ] (věc). 

Alofonní výslovnost je především zájmem fonetiky, která sleduje, jak se to které slovo správně vyslovuje, proto ji musí zajímat i rozdíly, které význam nerozlišují.

## Morfoném
Fonologie také studuje zákonitosti, na jejichž základě dochází v daném jazyce k hláskovým změnám (alternacím) při ohýbání a odvozování slov (nestuduje však ohýbání slov samotné, to je předmětem zájmu morfologie). Např. měkčení /k/ na /ts/ (psáno <c>) při připojení přípony -e ke kmeni matk je způsobeno fonologickými pravidly češtiny. Množina všech fonémů, které se při ohýbání a odvozování střídají na stejné pozici daného morfému, se nazývá morfoném (morfofoném).

## Distinktivní rysy
Fonologie studuje rozdíly mezi jednotlivými fonémy i zvukové jevy na vyšší úrovni (tzv. suprasegmentální jevy). Pokud mají tyto jevy schopnost rozlišovat význam slov, označují se jako distinktivní rysy. Přítomnost a nepřítomnost (případně i stupeň) určitého rysu u fonémů vytváří fonologickou opozici.
Příklady:
- V češtině je důležitým distinktivním rysem délka samohlásek, např. ve slovech pata a pátá. Naproti tomu přízvuk je vždy na první slabice (pevný přízvuk) a nemá schopnost rozlišovat významy slov. Přízvuk tedy není v češtině považován za distinktivní rys.
- V ruštině může být přízvuk na kterékoliv slabice (pohyblivý přízvuk) a často odlišuje význam jinak stejných slov. Délka samohlásek závisí na přízvuku (přízvučná samohláska je dlouhá, nepřízvučná krátká). Za distinktivní rys se považuje přízvuk, nikoliv však délka.

Distinktivními rysy vytvářejícími v různých jazycích fonologické opozice mohou být např. délka samohlásek, délka souhlásek (dlouhá x krátká), znělost (znělá x neznělá), zaokrouhlenost (zaokrouhlená x nezaokrouhlená), otevřenost (otevřená x středová x zavřená), přednost (přední x střední x zadní), palatalizace (palatalizovaná x nepalatalizovaná), přízvuk, intonace a mnoho dalších.

## Fonologická transkripce
Přepis textu pomocí fonémů (který neodpovídá zcela přesně výslovnosti) se obvykle zapisuje mezi lomítka. Pro zápis jednotlivého fonému se používá znak odpovídající alofonu, který je považován za základní způsob výslovnosti:
- /kɲiːʒka/

Fonetická transkripce se snaží o co nejpřesnější záznam výslovnosti, zapisuje se obvykle do hranatých závorek:
- [kɲiːʃka]

Je-li třeba odlišit grafický zápis používaný v daném jazyce podle příslušných pravidel pravopisu, je možné umístit text mezi ostré závorky:
- <knížka>

## Historie
Fonologie vznikla začátkem 20. století v době tzv. krize fonetiky, která dávala v té době dosti přesný popis artikulace hlásek, který však přestával stačit potřebám jazykovědců. Nový pohled na hlásky a jejich funkci v jazyce naznačili někteří jazykovědci již na konci 19. století. Systematicky se však této problematice věnovali představitelé tzv. pražské školy ve 30. letech, zejména pak Nikolaj Sergejevič Trubeckoj, který je považován za zakladatele fonologie. Jeho nedokončené dílo Základy fonologie vyšlo v roce 1939 (rok po jeho smrti). Obsahuje hlavní myšlenky fonologie, zejména definici fonému jako základní fonologické jednotky a popis systému fonologických opozic.
Fonologie si v rámci lingvistiky získala vysokou prestiž. V 50. a 60. letech byly některé její metody (popis pomocí systému opozic) převzaty i do jiných společenských věd.